# Liste de personnes associées à l'histoire de la Corée
Ceci est une liste de personnages significatifs de l'histoire de la Corée, des origines à nos jours et par période.

## Protohistoire
- Tangun (단군), fondateur mythique de la Corée ;
- Wiman, personnage plus ou moins légendaire de la période Ko-Chosŏn ;

## Trois Royaumes de Corée
- Jumong (주몽), fondateur du royaume de Koguryŏ, appelé de façon posthume Dongmyeongseong
- Ses fils :
  - Yuri (유리), d'un premier lit ;
  - Onjo (온조), fondateur de Paekche, et Biryu, d'un deuxième lit.

### Silla
- Baek Gyeol : musicien
- Yi Cha-don : l'homme qui a introduit le bouddhisme dans ce pays.

Les premiers rois de Silla sont élus par les chefs de tribus appartenant à la fédération.
- Bak Hyeokgeose : fondateur du royaume de Silla
- Naemul : roi de 356 à 402 ;
- Jinheug : 540 à 576 ;
- La reine Seondeok : 632-647 ;
- Muyeol : 654 à 661 ;
- Munmu : son successeur et trentième roi de la dynastie, unificateur de la Corée (voir Période Silla), avec son général Kim Yu-shin.

### Paekche
Les premiers rois de Paekche sont élus par les chefs de tribus appartenant à la fédération.
- Onjo (온조) , fondateur de Paekche et exilé de Puyŏ ;
- Goi : roi de 234 à 286 ;
- Geunchogo : 346 à 375 ;
- Muryeong, ancêtre de l'empereur du Japon actuel, Akihito ;
- Seong : roi, en 538 il déplace sa capitale à Sabi (Puyŏ) ;
- Gyebaek : général, mort en 660 à la dernière grande bataille de Baekje, celle de Hwangsanbeol.

### Koguryŏ
- Eul Paso, premier ministre de 191 à 203.
- Kwanggaet'o Wang (광개토 "대"왕) dit le Grand, roi de 391-413
- Changsu Wang, roi de 413-491 son fils : apogée de Koguryŏ

Voir aussi : Liste des rois de Koguryŏ(고구려)

### Autres personnages de l'époque des Trois Royaumes
- Tae Choyong, fondateur de Parhae, qui chasse les Chinois de Mandchourie en 698 ;

## Silla unifié
- Choi Chi-won, lettré né en 857.

## Koryŏ
- Wanggeon ou Wang Kon, fondateur du Koryŏ ;
- Kwangjong : quatrième roi de Koryŏ (949-975) ;
- Gyeongjong : cinquième roi de Koryŏ ;
- Sungjong : sixième roi de Koryŏ ;
- Mokjong : roi de Koryŏ de 997 à 1009
- Munjong : onzième roi de Koryŏ (1046-1083) ;
- Li Jagyeom, auteur d'un coup d'État manqué en 1126 ;
- Myo Chung, dignitaire en 1135 ;
- Jeong Jungbu et Li Uibang, prirent le pouvoir par un coup d'État en 1170.
- Gongmin : il commença à expulser les Mongols de Corée à la fin du XIVe siècle
- Woo (1375-1389)
- Kongyang : créateur de la marine régulière, (1389-1392)
- Kim Busik, historien, auteur du Samguk sagi
- Seo Hui, diplomate (942-998)

## Chosŏn
La dynastie compte 27 souverains, parmi lesquels :
- Yi Seonggye, fondateur de la dynastie Chosŏn ;
- Taejong, son fils (1400-1418) ;
- Sejong le Grand, son fils ;
- Seongjong, roi en 1470 ;
- Chongjong (1506-1544) ;
- Myeongjong (1545-1567) ;
- Injo (1623-1649) ;
- Yongjo (1725-1776) ;
- Jeongjo (1777-1800) ;
- Kojong, dernier roi de la dynastie et premier souverain de l'Empire coréen (1863-1919).
- Sunjong, dernier empereur (1874-1926).

Autres figures notables :
- L'amiral Yi Sun-sin, héros coréen de la fin du XVIe siècle, encore populaire de nos jours pour sa droiture, son patriotisme et ses victoires face aux Japonais.
- Lyu Sung-ryong, premier ministre durant la guerre d'Imjin (au cours de laquelle s'illustre Yi Sun-Shin)
- Matteo Ricci, missionnaire jésuite ;
- Choe Je-u, fondateur du mouvement Tonghak au XIXe siècle.
- Ji Seok-yeong, médecin du XIXe siècle.
- Park Mun-su, inspecteur secret.
- Han Ho, calligraphe
- Yi Ye, diplomate

## Époque contemporaine

### Période d'occupation japonaise
- Yu Gwan-sun  héroïne du mouvement de mars 1919
- Son Ki-chong (ou Kitei Son), champion olympique du marathon aux JO de Berlin
- Kim Il Sung, résistant à l'occupation japonaise, puis dirigeant communiste de Corée du Nord de 1948 à 1994.
- Kim Sangok, étudiant, martyr de la résistance à l'occupation japonaise.

### Période des deux Corées

#### Corée du Nord
- Kim Jong-il, fils et successeur de Kim Il Sung, deuxième dirigeant de la première dynastie communiste
- Kim Jong-un, fils de Kim Jong-il lui ayant succédé à son décès

#### Corée du Sud
- Yun Boseon,
- Park Chung Hee, dictateur de 1963 à 1979
- Kim Dae-Jung, président de 1997 à 2003
- Ham Seok-heon (1901-1989), penseur religieux, historien et journaliste indépendant
- Woo Jang-choon (1898-1959), agronome
- Roh Moo-hyun, président de 2004 à 2008
- Lee Myung-bak, président de 2008 à 2013
- Park Geun-hye, présidente de 2013 à 2017
- Moon Jae-in, président de 2017 à nos jours